# Koronadal
Koronadal är en stad på ön Mindanao i Filippinerna. Den är administrativ huvudort för provinsen Södra Cotabato samt regionen SOCCSKSARGEN och hade cirka 175 000 invånare vid folkräkningen 2015..
Staden är indelad i 27 smådistrikt, barangayer, varav 19 är klassificerade som landsbygdsdistrikt och 8 som tätortsdistrikt.